# Bob Bolyard
Robert W. Bolyard, detto Bob (Fort Wayne, 4 dicembre 1920 – Fort Wayne, 21 maggio 2009), è stato un cestista statunitense, professionista nella NBL.

## Carriera
Giocò per tre stagioni nella NBL, disputando complessivamente 158 partite con 4,3 punti di media.